# 차이나 유나이티드 항공
차이나 유나이티드 항공(중국어: 中国联合航空公司, 영어: China United Airlines) 또는 중국연합항공은 중국의 지역 항공사이자 저비용 항공사로 1986년에 설립되었으며 한 때 베이징 난위안 공항을 허브 공항으로 쓰는 유일한 항공사였으나 해당 공항의 기능이 2019년 9월 26일 허브 공항을 베이징 다싱 국제공항으로 이전하였다.

## 운항 노선

### 중화인민공화국
- 안후이성
  - 푸양시 (푸양 공항)
  - 허페이시 (허페이 신차오 국제공항)
- 베이징시
  - 베이징시 (베이징 다싱 국제공항) 허브
- 푸젠성
  - 푸저우시 (푸저우 창러 국제공항)
  - 룽옌시 (룽옌 관지산 공항)
- 광둥성
  - 광저우시 (광저우 바이윈 국제공항)
  - 포산시 (포산 사디 공항)
  - 선전시 (선전 바오안 국제공항)
  - 제양시 (제양 샤오산 국제공항)
  - 잔장시 (잔장 공항)
- 하이난성
  - 싼야시 (싼야 펑황 국제공항)
- 허난성
  - 난양시 (난양 장잉 공항)
- 후난성
  - 창사시 (창사 황화 국제공항)
- 내몽골 자치구
  - 바오터우시 (바오터우 공항)
  - 하이라얼구 (하이라얼 동산 공항)
  - 후허하오터시 (후허하오터 바이타 국제공항)
  - 어얼둬쓰시 (어얼둬쓰 공항)
- 장쑤성
  - 우시시 (순안 슈오팡 국제공항)
  - 롄윈강시 (롄윈강 바이타부 공항)
  - 난징시 (난징 루커우 국제공항)
- 장시성
  - 간저우시 (간저우 공항)
- 산시성
  - 위린시 (위린 공항)
- 산둥성
  - 린이시 (린이 치양 공항)
- 상하이시
  - 상하이시 (상하이 훙차오 국제공항)
  - 상하이시 (상하이 푸둥 국제공항)
- 쓰촨성
  - 청두시 (청두 솽류 국제공항)
- 신장 위구르 자치구
  - 우루무치시 (우루무치 디워푸 국제공항)
- 저장성
  - 항저우시 (항저우 샤오산 국제공항)
  - 취저우시 (취저우 공항)

### 일본
- 후쿠오카시
  - 후쿠오카시 (후쿠오카 공항)
- 시즈오카시
  - 시즈오카시 (시즈오카 공항)

## 보유 기종
- 2019년 10월 기준으로 다음과 같이 보유하고 있으며, 평균 기령은 6.2년이다.[4][5]

### 퇴역 기종
- 투폴레프 Tu-154M 2대

## 특별 도장
- B-5448 (보잉 737-800) – 구이저우성 안순시의 황궈슈 폭포를 도장
- B-5665 (보잉 737-800) – 내몽골 자치구 바오터우시를 형상화한 도장
- B-5470 (보잉 737-800) – 산둥성 르자오시를 형상화한 도장
- B-7561 (보잉 737-800) – 구이저우성 싱이시를 형상화한 도장
- B-5471 (보잉 737-800) – 간쑤성 칭양시를 형상화한 도장
- B-1750 (보잉 737-800) – 장쑤성 롄윈강시를 형상화한 도장

차이나 유나이티드 항공의 특별 도장된 사진
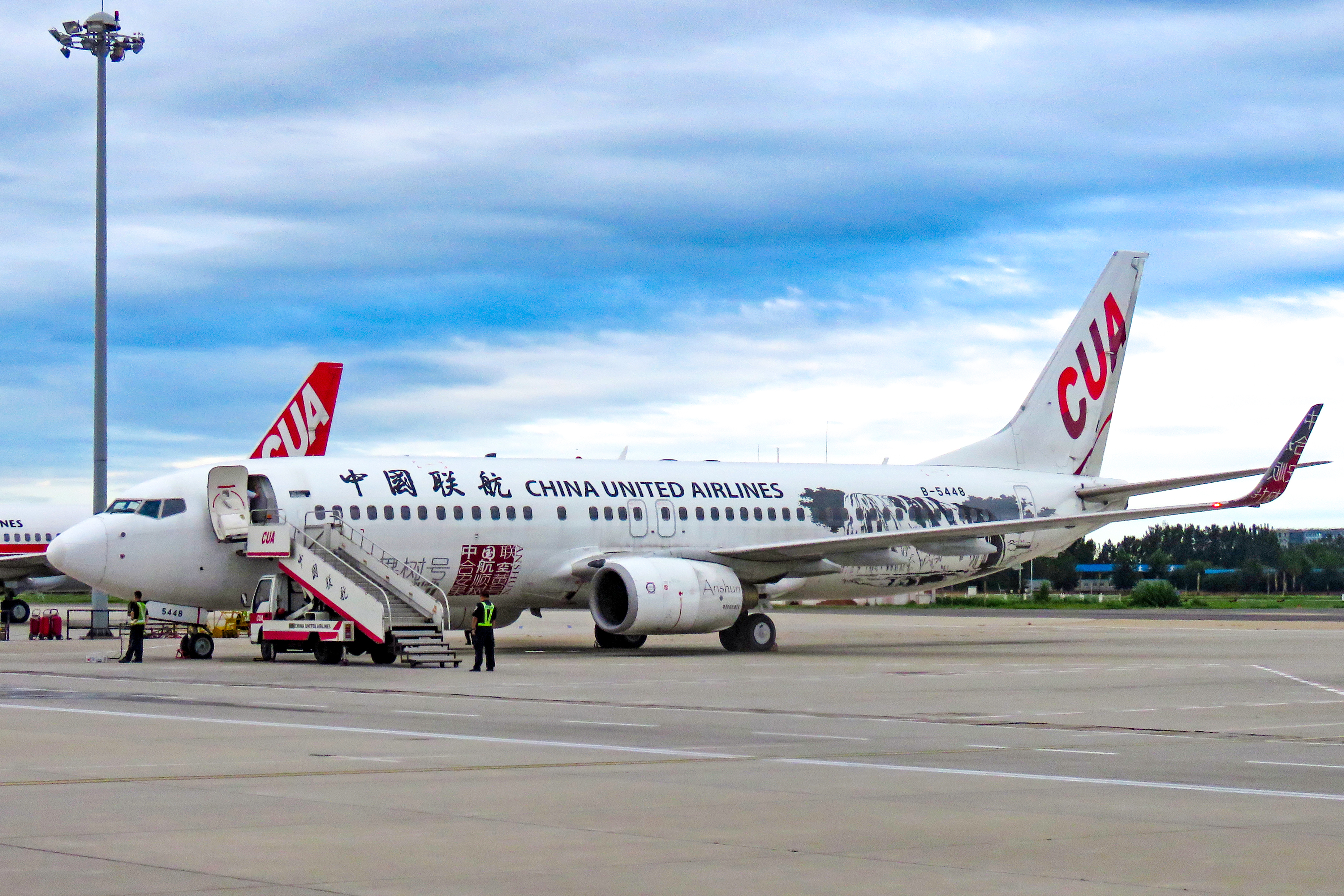
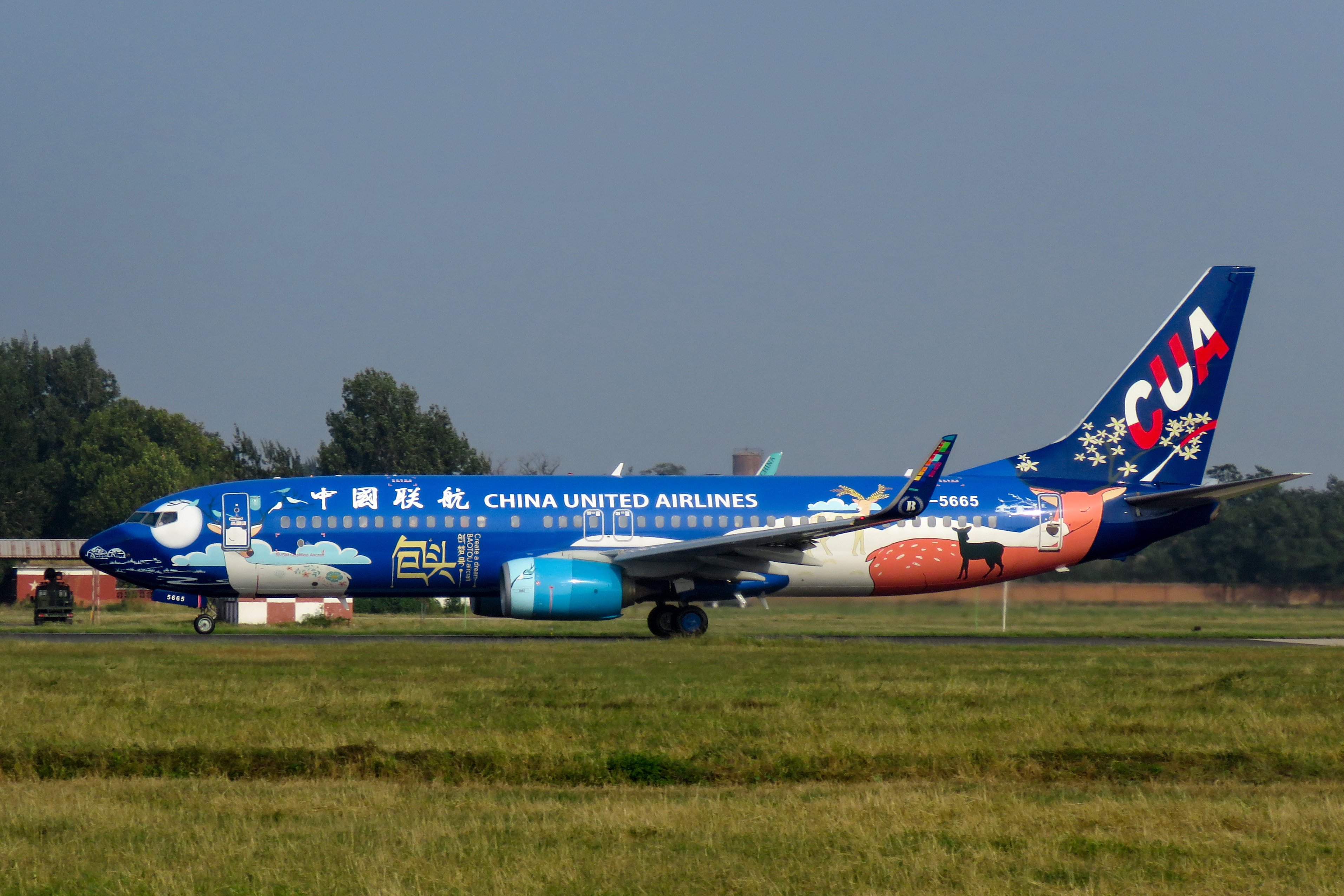
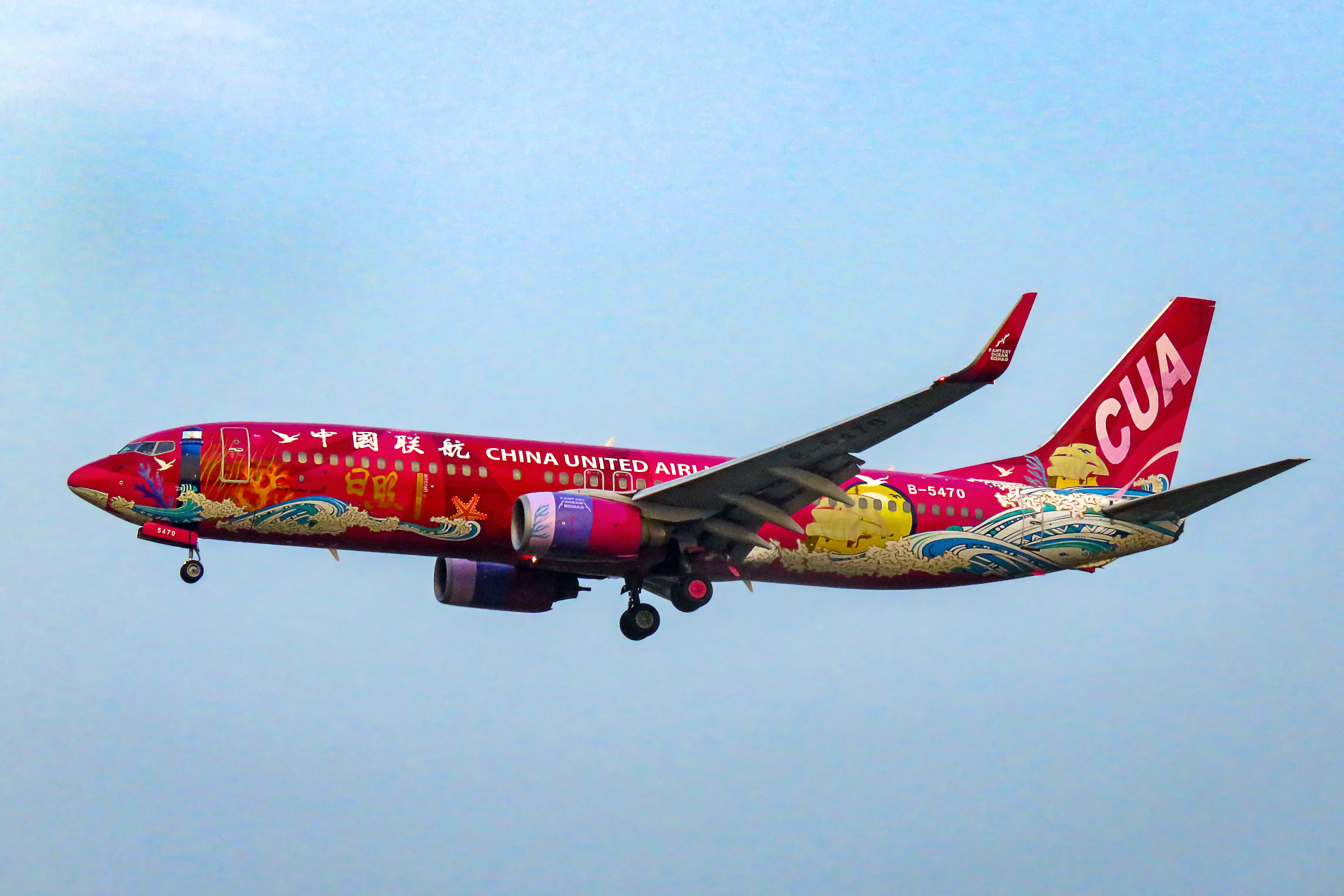
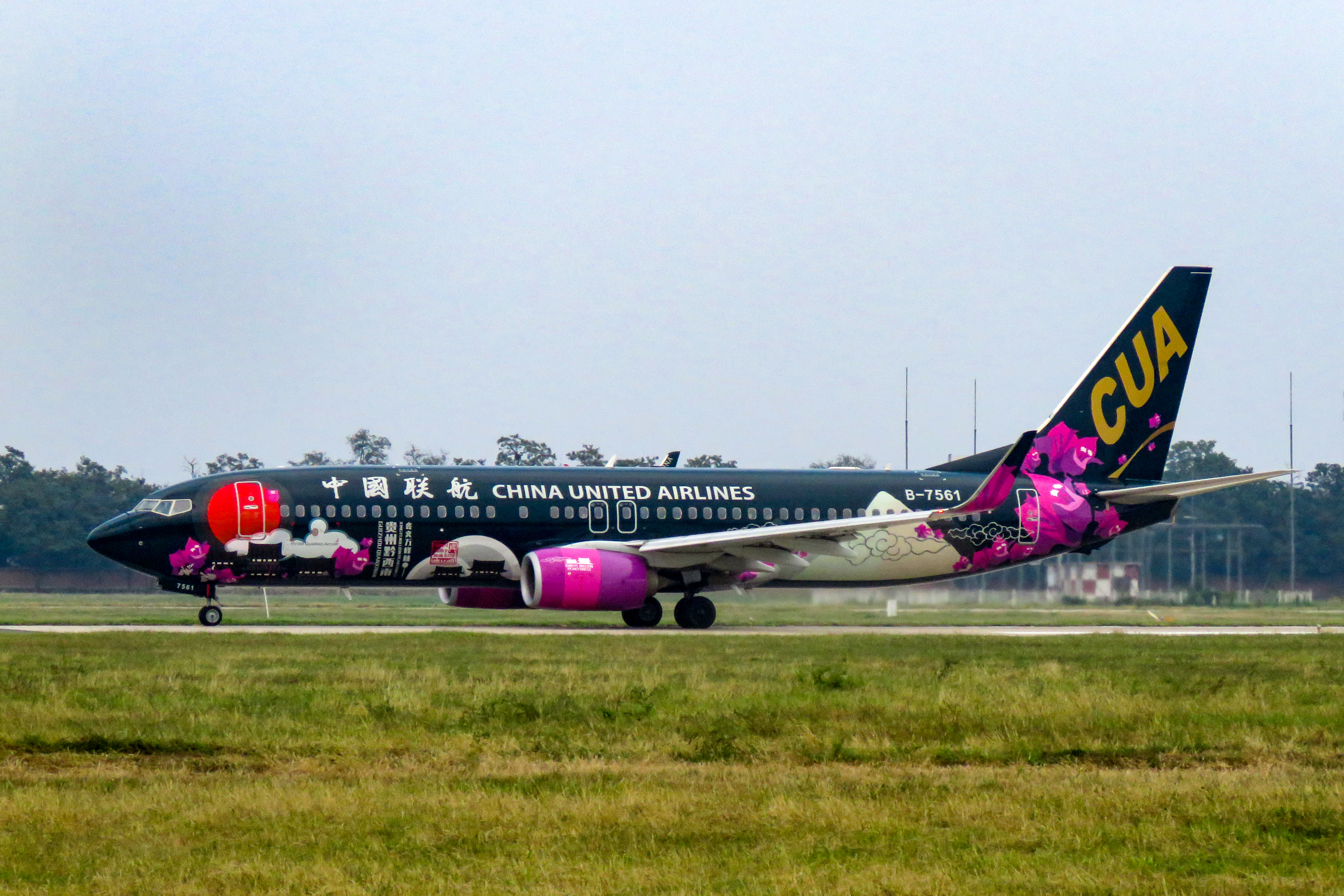
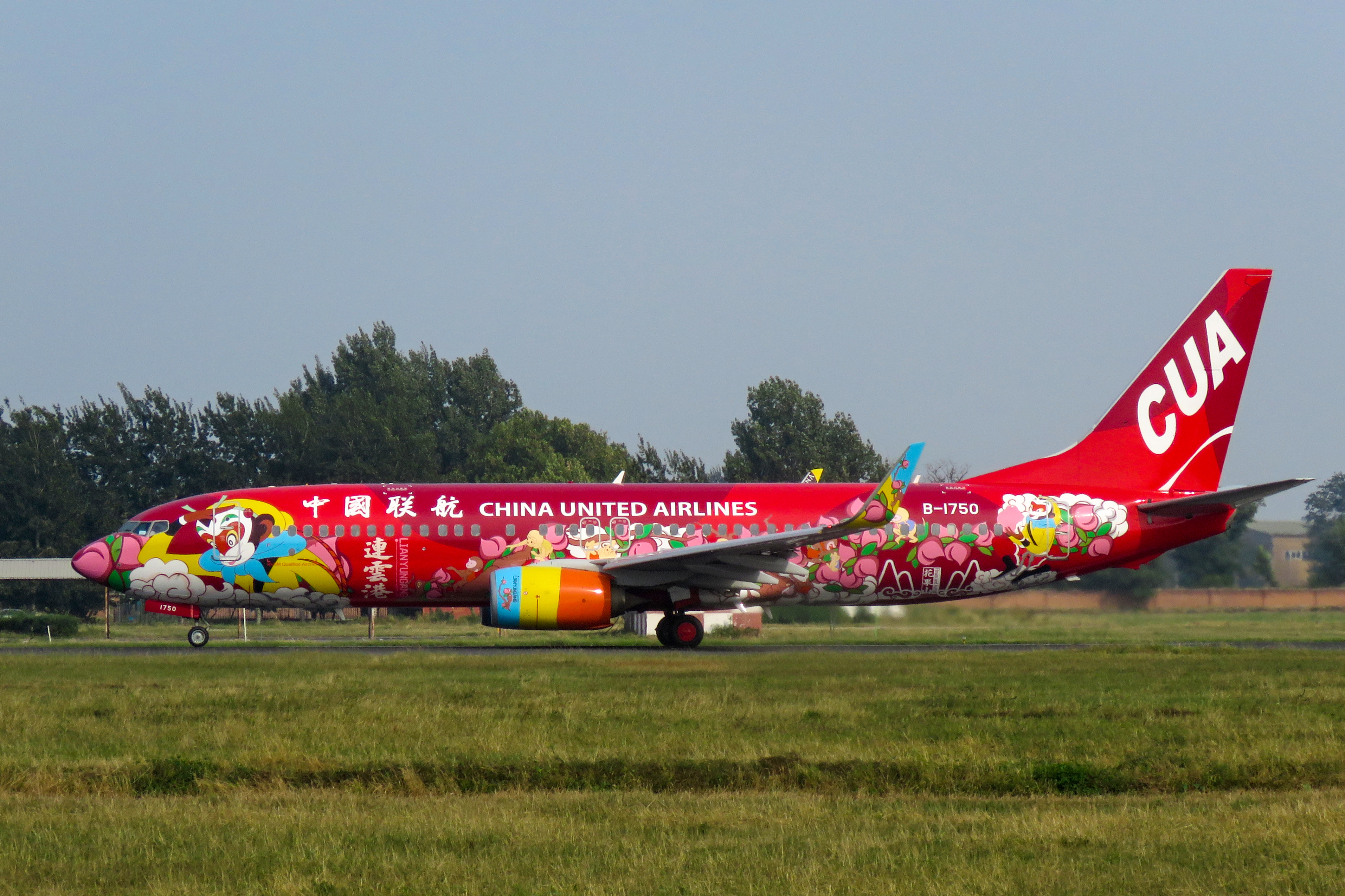

- 파일:맨 위에부터 차례대로 나열 한 것이다.